# Bitka za Cingtao
Bitka za Cingtao ili Opsada Cingtaa bio je napad udruženih britanskih i japanskih vojnih snaga na njemačku kolonijalnu luku Cingtao (Tsingtao) u Kini tijekom Prvog svjetskog rata. Opsada grada trajala je od 31. listopada do 7. studenog 1914. i završila je pobjedom britansko-japanskih snaga. Opsada Cingtaa bio je prvi vojni okršaj između Japanskog i Njemačkog Carstva i jedina velika kopnena bitka u azijskom i pacifičkom bojištu tijekom Prvog svjetskog rata.